# ایبی (رولو)
ایبی شهری در شهرستان رولو در استان بام در بورکینافاسوی شمالی است و جمعیت آن ۱۳۷۴ نفر است.